# 解經傳
解經傳（1569年—1638年），字仲說，又字二酉，號衡嶠，陝西西安府韓城人。明朝政治人物。

## 生平
生隆慶己巳九月十二日。万历二十八年（1600年）庚子科順天鄉試举人，二十九年（1601年）辛丑偕伯兄解經雅同登進士，刑部觀政，未谒选，归乡侍奉父亲。三十二年授直隶完县知县，县东南地常遭水灾，乃借民力，捐清俸，为開河数十里，名解公河。四越月，移繁長垣县。未浃月，丁外艰，服闋，三十六年补济源县。清水利，裁浮税，抑豪强，复调郏县，三十七年河南同考。四十年迁兵部武库司主事，提督武学。四十七年歴升車駕司员外，晋职方司郎中。次年养病归乡。天啓四年（1624年）起为河南大梁道参政，六年正月升山西按察使、易州兵备，十二月升浙江右布政使、分守淮揚道，七年改易州道右布政使。崇祯二年（1629年）晋保定巡抚右佥都御史，加兵部右侍郎，三年加升左侍郎，加從二品服俸，四年被劾回籍。闭门教授子孙，于崇禎十一年（1638年）九月初四日終，春秋七十。

## 家族
曾祖解鋒。祖父解来聘。父解自克，承德郎礼部员外。母史氏。生五子，人称解氏五凤。
兄弟五人，俱同胞，三進士、一乡舉、一贡士，长解經雅，次即经传，三解经邦，四解经达，五解经絃，称一时间气。
配薛氏，誥封夫人，生一子彦楨，制勅房辦事中書舍人。孫奕勳，邑庠生。